# 马俊 (花儿歌手)
马俊（1963年—），男，东乡族，青海民和人，祖籍甘肃东乡，中国花儿演唱家。青海省演艺集团花儿艺术团团长，二级演员。青海省民间文艺家协会会员，青海省音乐家协会副主席。“花儿王”朱仲禄先生得意门生。被人们尊称为“花儿王子”。

## 生平
1986年，马俊在民和回族土族自治县民歌比赛中崭露头角、力拔头等，同年被青海省民族歌舞剧团破格吸收为独唱演员。随后参加由文化部和广电部举办的“全国第二届民族民间音乐舞蹈比赛”，以一曲《尕妹是才开的牡丹》荣获声乐二等奖。1989年，在“上海至巴黎世界歌唱比赛国内选赛”上，以《麻青稞》赢得“优秀奖”。黄荣恩从乡下的一次选拔赛，将马俊推荐到省城，并在日后为其谱曲作词。冶进元和朱仲禄分别在作词方面和演唱方面给了他非常大的帮助。
1993年担任青海省演艺集团花儿艺术团团长。
2013年11月当选为青海省音乐家协会副主席。

## 演出活动
2017年12月18日参加兰州大学“花儿名家”示范演唱教学音乐会。
2017年8月12日，青海第二届茶卡贡羊文化暨高原音乐机车狂欢节献唱花儿。
2017年8月1日，在哈萨克斯坦阿斯塔纳世博会中国馆演唱青海花儿《老爷山上的刺梅花》，将花儿带向世界舞台。
2017年6月14日，参加青海省第十三次党代会精神曲艺创作演出，用青海贤孝演唱《青海的好省长尕布龙》。
2017年4月2日，青海省化隆·群科第三届杏花徒步旅游节上举办马俊艺术团“花儿”演唱会。
2017年2月，青海卫视春节联欢晚会献唱《总书记视察到青海》（《习主席视察到青海》）
2016年10月12日，受邀参加2016齐家文化与华夏文明国际论文艺晚会演出。
2016年8月8日，参加第十届中国国际民间艺术节演出，献唱曲目《迎来了花儿的春天》和《阿丽玛》。
2016年7月，参加首届青海丝路花儿艺术节演出。
2016年4月，马俊艺术团“花儿”演唱会在化隆·群科第二届杏花旅游文化节演出。
2016年1月16日，民和县民族艺术团揭牌仪式上献唱。
2015年9月，参加同仁县第六届花儿演唱会，献唱《尕老汉》。
2015年7月18日，参加青海第六届老爷山花儿会的文艺演出。
2014年6月4日，参与“民和情·夏秋韵”峡门端午节花儿唱计生演唱会。
2012年11月23日，出席青海省花儿研究会第三届理事会暨一馆两会花儿理论研讨会。
2008年9月，在国家大剧院国际民歌音乐节上演唱《架上的金鸡儿叫了》（保安令）和《把远山拉成个近山》（马营令）。
2008年7月，参演青海第四届“六月六”西北五省(区)大型花儿演唱会。
2004年7月16日，在青海人民剧院举办“最美的花儿献给党”个人演唱会。
2002年，北京音乐厅演唱青海花儿。

## 奖项和荣誉
1998年被中宣部、文化部等授予“文化科技卫生三下乡先进个人”称号。